# Waran timorski
Waran timorski (Varanus timorensis) – gatunek gada z rodziny waranowatych (Varanidae).

## Opis
Mały waran o długości ciała 60–85 cm.

## Występowanie
Występuje na wyspie Timor (zarówno w części należącej do Indonezji, jak i w Timorze Wschodnim) oraz na kilku mniejszych sąsiednich wyspach; niektórzy autorzy jako miejsce występowania podają też południową Nową Gwineę.

## Hodowla
Waran timorski trzymany jest w domach jako zwierzę hodowlane. U waranów trzymanych w niewoli stwierdzono przypadki kanibalizmu.